# لامارکیسم
بنا به نظرِ لامارک (۱۷۴۴–۱۸۲۹) و بسیاری از زیست شناسان همزمانِ او و پس از وی، عواملِ گوناگونی که در طولِ زندگی فرد بر وی اثر می‌گذارند، در سرشت فرزندانِ او نیز مؤثر واقع می‌شوند. این دیدگاه که امروزه تحت عنوانِ لامارکیسم یا لامارک‌گرایی (به انگلیسی: Lamarckism) شناخته می‌شود، در حال حاضر به کلی منسوخ شده‌است. لامارکیست‌ها عقیده داشتند در صورتِ زیاد بکاربردنِ یک اندام، آن اندام رفته رفته تقویت می‌شود و شکلِ جدیدی مناسب با عادتی که کسب کرده حاصل می‌کند. به عنوان مثال، بنابراین نظر، دراز شدنِ گردن و پاهای زرافه به همین روش صورت گرفته‌است. از طرفی، چنانچه از یک اندام استفاده نشود، آن اندام رفته رفته تحلیل می‌رود و کوچک می‌شود، تا جایی که ممکن است به کلی از میان برود. به نظر لامارک، نبودِ چشم در جاندارانِ ساکنِ غارهای تاریک یا همچنین نبودِ دست و پا در مارها به همین سبب بوده‌است.
لامارک به موروثی بودنِ صفاتِ اکتسابی معتقد بود. به عقیدهٔ او تمامی تغییراتی که به دلیلِ اکتساب (سازش) در طولِ دورهٔ زندگی در ساختارِ افراد ظاهر می‌شوند، در طی زادآوری حفظ شده و به نسلهای بعد منتقل می‌شوند؛ مثلاً فرزندانِ یک آهنگر صاحبِ بازوانِ قوی خواهند بود چرا که پدر آن‌ها از بازوانش کار بسیار کشیده‌است. این اصل معروفترین اصل در نظریهٔ لامارک است که به رواجِ لامارکسیم انجامید.

## رد لامارکیسم
برخلاف نظرِ لامارک و همفکرانش، امروزه می‌دانیم که صفاتِ اکتسابی به ارث نمی‌رسند، زیرا ناشی از اثراتِ محیط و رشدِ جاندارند، نه اثراتِ ژنهای جاندار. فقط صفاتِ وابسته به ژن‌ها می‌توانند از نسلی به نسل بعد منتقل شوند، آن هم به شرطی که ژن‌های کنترل‌کنندهٔ آن صفات در سلول‌های «جنسی» (گامتها) موجود باشند.
هرگونه تغییری که بر اثر بکار بردن یا به کار نبردنِ اندام، یا به هر علت دیگر، در سلولهای دیگرِ بدن، غیر از سلول‌های جنسی رخ دهد، تأثیری در صفاتِ نسلِ بعدی نخواهد داشت. آزمایش‌هایِ بسیاری در این زمینه صورت گرفته‌است؛ مثلاً برای آزمودنِ اثرِ عدمِ استعمالِ یک اندام، آزمایشی ترتیب داده شد که در آن مگسها تا ۶۹ نسل در تاریکی جفت‌گیری کردند، در پایان مشاهده شد که بینایی نسلِ آخر آسیبی ندیده و واکنش افرادِ آن در مقابلِ نور کاملاً طبیعی است.

## تاریخچه اولیه

### چارچوب تکاملی لامارک
بین سالهای ۱۸۰۰ و ۱۸۳۰، لامارک یک چارچوب نظری منظم برای درک تکامل ارائه داد. او تکامل را شامل چهار قانون می‌دانست:
1. «حیات به خودی خود تمایل به افزایش حجم تمام ارگانهایی که دارای نیروی زندگی هستند را دارد، و نیروی حیات ابعاد آنها را تا حدی گسترش می‌دهد که آن بخش‌ها مانند خودشان شوند.»
2. «تولید یک قسمت جدید در بدن حیوانات، ناشی از نیازهای جدیدی است که به وجود می‌آید و همچنان ادامه دارد تا زمانی که خود آن قسمت دارای احساس گردد و حرکتی جدید که در انتقال به نسل بعدی و تأمین و ادامه آن نیاز است را تولید می‌کند.»
3. «رشد اندام‌ها و توانایی آنها، به‌طور دائم در نتیجه استفاده آنها از آن اندام‌ها می‌باشد.»
4. «همه آنچه که در فیزیولوژی افراد به دست آمده در سلول زندگی می‌کند و از طریق پیدایش، تولیدمثل محافظت می‌گردد و به افراد جدیدی منتقل می‌شود که با کسانی که این تغییرات را پشت سر گذاشته‌اند، مرتبط می‌باشد.»

### بحث لامارک در مورد وراثت
در سال ۱۸۳۰ و جدا از چارچوب تکاملی، لامارک به‌طور خلاصه در بحث خود دربارهٔ وراثت به دو ایده قدیمی اشاره کرد. این ایده‌ها در زمان خود به‌طور کامل درست محسوب می‌شد. اولین ایده، ایده استفاده از وراثت در مقابل بیماری‌ها بود. او مطرح کرد که افراد صفاتی را که از آنها استفاده نمی‌کنند یا صفاتی که داشتن آنها الزامی نبوده را از دست می‌دهند و در مقابل صفاتی که کاربردی هستند را گسترش می‌دهد.

### آزمایش ویسمن
این عقیده که سلول‌های خطی ژرم حاوی اطلاعاتی هستند که از طریق تجربه و مستقل از سلول‌های جسمی (بدنی) تحت تأثیر قرار نمی‌گیرند، این‌ها به عنوان سد و ریسمان شناخته می‌شوند زیرا این امر باعث می‌شود که نظریه به ارث رسیدن لامارک از تغییر در بدن امری دشوار یا حتی غیرممکن باشد.

## نو لامارکیسم

### مفهوم
دوره تاریخ تفکر تکاملی بین مرگ داروین در دهه ۱۸۸۰ و پایه و اساس ژنتیک جمعیت در دهه ۱۹۲۰ و آغاز سنتز تکاملی مدرن در دهه ۱۹۳۰ توسط برخی از مورخان علم گرفتگی داروینیسم خوانده می‌شود.

### قرن نوزدهم
نسخه‌های تکامل نولامارکیان در اواخر قرن نوزدهم بسیار همه گیر و گسترده بود. این عقیده که موجودان زنده تا حدی می‌توانند خصوصیاتی را که به ارث می‌برند انتخاب کنند، به آنها این اجازه را می‌داد که برخلاف نظریه داروینیان تعیین‌کننده سرنوشت خود باشند و مورد بخشش و رحمت محیط زیست قرار بگیرند.

### اوایل قرن بیستم
یک سده بعد از لامارک، دانشمندان و فیلسوفان به جستجو دربارهٔ مکانیسم‌ها و شواهدی در مورد صفات مورد نیاز برای وراثت ادامه دادند. گاهی برخی از آزمایش‌ها موفقیت‌آمیز گزارش می‌شد، اما از ابتدا، این موضوع یا همیشه مورد نقد قرار می‌گرفت یا اساس کار نادرست و غیر خالص شناخته می‌شد.

### اواخر قرن بیستم
انسان‌شناس انگلیسی فردریک وود جونز و دیرینه‌شناس آفریقای جنوبیروبرت بروم در مورد تکامل انسان از دیدگاه نئولامارکی حمایت می‌کردند. انسان‌شناس آلمانی هرمان کلاتش با استفاده از الگوی تکاملی نئولامارکی سعی در توضیح خاستگاه دوپایان کرد.